# Kozłowicze (Brześć)
Kozłowicze (białorus.: Казловічы, Kazłowiczy ros.: Козловичи, Kozłowiczi) – mikrorejon Brześcia, dawniej wieś (wzmiankowana w 1480 r.) położona na prawym brzegu Bugu, obecnie dzielnica w północno-zachodniej części miasta. 
W okresie międzywojennym folwark i wieś Kozłowicze należały do gminy wiejskiej gminy Kosicze w powiecie brzeskim województwa poleskiego. 
Po II wojnie światowej miejscowość znalazła się w granicach ZSRR i od 1991 r. w niepodległej Białorusi. Wieś leżała w rejonie brzeskim obwodu brzeskiego, w sielsowiecie Klejniki. 1 czerwca 2007 r. została włączona w obręb miasta Brześć. 
Przez Kozłowicze przebiega droga magistralna M1 będąca częścią trasy europejskiej E30. Tu też znajduje się polsko-białoruskie drogowe przejście graniczne Kukuryki-Kozłowicze.
Na obszarze miejscowości znajdują się także fragmenty umocnień twierdzy brzeskiej: fort A i fort nr 1 oraz cmentarz (Козловичское кладбище).